# Paracorythoderus ridens
Paracorythoderus ridens är en skalbaggsart som beskrevs av Tangelder och Jan Krikken 1982. Paracorythoderus ridens ingår i släktet Paracorythoderus och familjen Aphodiidae. Inga underarter finns listade i Catalogue of Life.